# Medida de la sostenibilidad

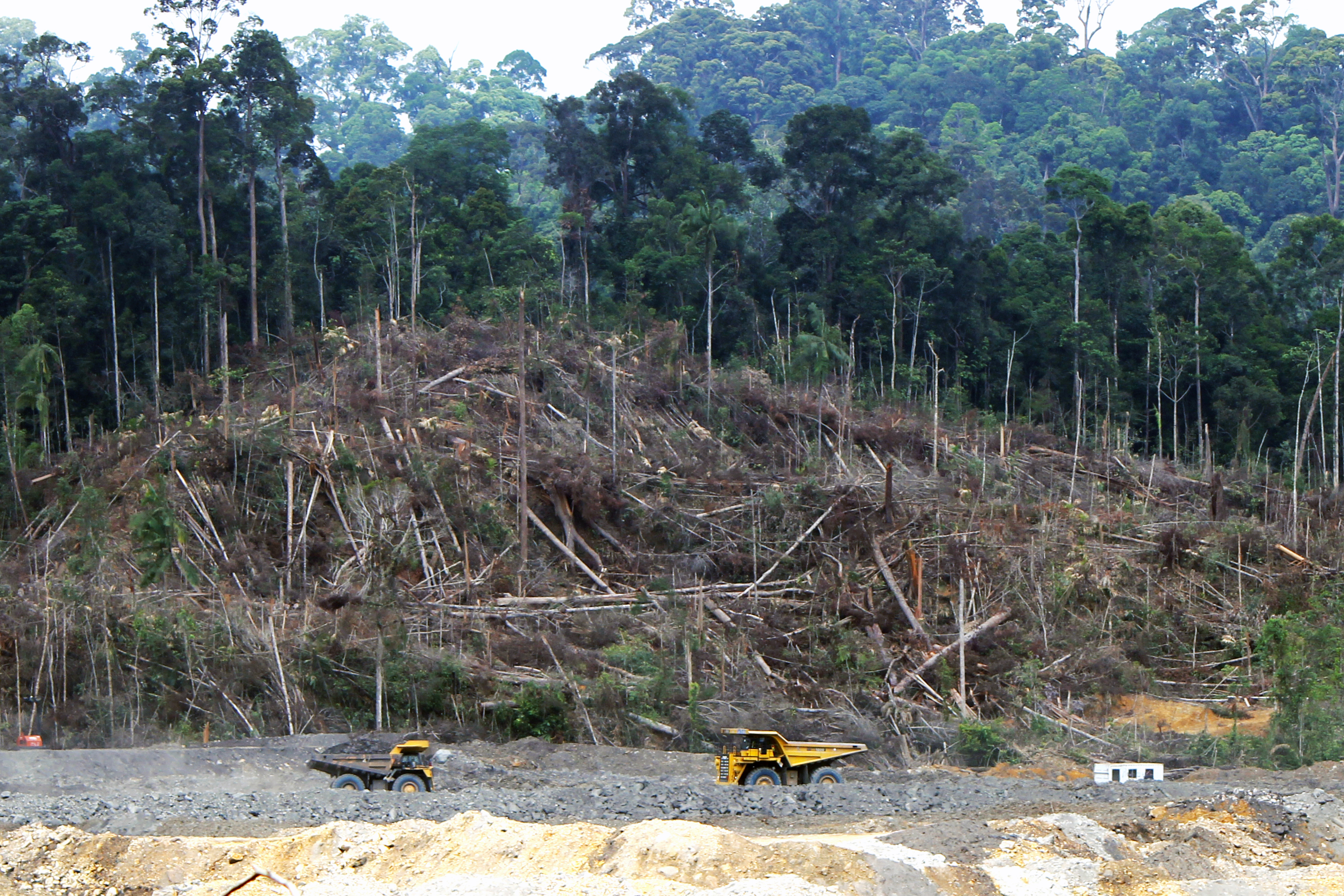
Árboles talados en Kalimantan, la parte indonesia de Borneo, en 2013, para dar paso a un nuevo proyecto minero de carbón

La medida de la sostenibilidad o medición de la sustentabilidad es la valoración, normalmente cuantitativa, de en qué grado una actividad que incide sobre la naturaleza es sostenible o insostenible a largo plazo. La medida de la sostenibilidad constituye la base para la gestión de la sostenibilidad. Las métricas (conjuntos de indicadores) utilizadas para medir la sostenibilidad (tanto la sostenibilidad medioambiental o social como la económica o individual) todavía están evolucionando: incluyen indicadores, comparativas, auditorías, estándares de sostenibilidad y sistemas de certificación como el sello de comercio justo o la certificación ecológica, índices y contabilidad.
Dichas métricas se aplican sobre amplias escalas temporales y espaciales. Entre las métricas ampliamente utilizadas pueden citarse los informes sobre sostenibilidad corporativa, el Triple resultado (económico, medioambiental y social), la Sociedad Mundial de Sostenibilidad y las estimaciones de la calidad de gobernanza de la sostenibilidad en los países que utilizan el Índice de desempeño ambiental. 
Un planteamiento alternativo, utilizado por el Programa para las Ciudades del Pacto Mundial de las Naciones Unidas, y explícitamente crítico de la métrica "triple resultado", son los círculos de sostenibilidad.
Están relacionados con la medida de la sostenibilidad 2 conceptos para entender si el modo de vida de la humanidad es sostenibleː los límites planetarios y la huella ecológica. Si no se traspasan los límites y la huella ecológica no supera la capacidad de regeneración de la biosfera, entonces el modo de vida se considera sostenible.
Un conjunto bien definido y armonizado de indicadores es la única manera de medir fiablemente la sostenibilidad. Los estudiosos todavía no han conseguido conformar este conjunto. Se espera que los indicadores que lo compongan se identifiquen y ajusten a través de observaciones empíricas (prueba y error). Las críticas más comunes se refieren a la calidad de los datos, su comparabilidad, su función de pérdida y los recursos necesarios.
No hay que confundir la medida de la sostenibilidad (significado 1 de la RAE) con las medidas para la sostenibilidad (significado 6; en realidad para una mayor sostenibilidad) como reciclar o emplear energías renovables.
Los datos necesarios para calcular la sostenibilidad de un proyecto varían mucho según su tipoː no es lo mismo valorar la sostenibilidad de un puerto pesquero para 10 barcos en el Pacífico que la de una extracción anual de un millón de toneladas de arena del delta del Amazonas. Debido a las dificultades de valorar la sostenibilidad de proyectos individuales, la comunidad de gestión de proyectos ha formulado la siguiente queja: ¿cómo puede conseguirse el desarrollo sostenible a nivel mundial si no sabemos calcularlo en proyectos individuales?
Por otra parte, un mismo proyecto (por ejemplo, un regadío) puede llevarse a cabo de manera sostenible (por ejemplo, con agua de mar desalada con energías renovables) o insostenible (extrayendo el agua de un acuífero subterráneo sobreexplotado).
La medida de la sostenibilidad tiene muchos puntos en común con la medida del impacto ambiental, pero es diferenteː un proyecto de gran impacto ambiental puede luego ser perfectamente sostenible, y otro de mínimo impacto inicial puede resultar insostenible a largo plazo. En general, los proyectos de bajo impacto ambiental son sostenibles.

## Necesidad de valorar la sostenibilidad y marco para hacerlo
La sostenibilidad se ha vuelto la principal vara de medir la mejora de las industrias y se está integrando en las estrategias empresariales que realmente se llevan a cabo. La necesidad de medir la sostenibilidad se satisface, según los casos, con mejoras en las operaciones, comparativas de rendimientos o monitorización de los procesos. Para construir un marco que permita medir fiablemente la sostenibilidad deben darse los pasos siguientes:
1. Definir el marco- Con el detalle suficiente. Esto implica definir también su alcance, qué queda dentro y qué se deja fuera.
2. Elementos del sistema- Deben analizarse adecuadamente todas las entradas y salidas de materiales, emisiones y otros elementos auxiliares. En este paso se definen las condiciones en las que funciona el marco, los parámetros que se emplean y sus características.
3. Selección de indicadores- Se escogen los indicadores adecuados. Por ejemplo, para medir la sostenibilidad de la extracción de agua de un acuífero, un indicador sería el nivel del agua en dicho acuífero. El conjunto de indicadores escogido se denomina la métrica del sistema. Cuando se emplee esta palabra en este sentido, siempre se debe definir así previamente, ya que tiene muchos otros significados —ver Métrica (desambiguación).
4. Valoración y medición- Cuando se han elegido los indicadores se emplean herramientas de valoración y se realizan experimentos para obtener el valor preciso de cada indicador.
5. Análisis y revisión de los resultados- Una vez se tienen los valores medidos de los indicadores escogidos, se analiza el conjunto de valores, y se da por válido el sistema, o bien se rediseña.

## Indicadores de sostenibilidad y su función
El objetivo principal de los indicadores de sostenibilidad es proporcionar los datos de entrada a la elaboración de políticas públicas como parte del proceso de gobernanza de la sostenibilidad.
Los indicadores de sostenibilidad pueden proporcionar información sobre cualquier aspecto de la interacción entre el entorno y las actividades socioeconómicas. Formar conjuntos estratégicos de indicadores generalmente trata de responder a unas cuantas preguntas sencillas: 
- ¿qué está pasando? (indicadores descriptivos)
- ¿es importante y estamos logrando los objetivos? (indicadores de rendimiento)
- ¿estamos mejorando? (indicadores de eficacia operativa)
- ¿están funcionando las disposiciones tomadas? (indicadores de eficacia de las políticas adoptadas)
- de manera general, ¿estamos mejor? (indicadores de bienestar total).

El ʽInstituto Internacional para el Desarrollo Sostenibleʼ y la Conferencia de las Naciones Unidas sobre Comercio y Desarrollo establecieron en 2006 el Comité para la Valoración de la Sostenibilidad (COSA por sus siglas en inglés) para evaluar iniciativas de sostenibilidad en agricultura y desarrollar indicadores para sus objetivos sociales, económicos y medioambientales.
Un marco general frecuente, utilizado por la Agencia Europea de Medio Ambiente, emplea una leve modificación del sistema DPSIR (siglas en inglés que se detallan a continuación) de la Organización para la Cooperación y el Desarrollo Económicos (OCDE). Este sistema divide la evaluación del impacto ambiental en 5 etapasː los proyectos sociales y económicos (consumo y producción) propician (D rive) (P)resiones medioambientales, que a su vez ocasionan cambios en el e(S)tado del entorno que llevan a varios tipos de (I)mpactos. En cualquier etapa de esta secuencia de acontecimientos pueden introducirse (R)espuestas sociales (medidas políticas guiadas por indicadores de sostenibilidad).

### Política
Un estudio concluyó que los indicadores sociales, y por tanto los indicadores de desarrollo sostenible, son constructos científicos cuyo objetivo principal es informar (en el sentido 3 de la RAEː fundamentar, servir de base a) las políticas públicas. El Instituto Internacional para el Desarrollo Sostenible ha desarrollado análogamente un marco político ligado a un índice de sostenibilidad para establecer métricas y entidades medibles. Este marco consta de 6 áreas centrales:
1. Inversión y comercio internacionales
2. Política económica
3. Cambio climático y energía
4. Medición y valoración
5. Gestión de recursos naturales
6. Tecnologías de la información y la comunicación

El Programa para las ciudades del Pacto Mundial de las Naciones Unidas ha definido el desarrollo político sostenible de una manera que amplía la definición habitual más allá de países y gobernanza. Lo político se define como el ámbito de prácticas y significados asociados con aspectos básicos del poder, pues pertenecen a la organización, autorización, legitimación y normativa de la vida social. Esta definición está de acuerdo con la visión de que el cambio político es importante para responder a los retos económicos, ecológicos y culturales. También significa que pueden abordarse políticas para el cambio económico (es decir, que no hay por qué resignarse a que los cambios económicos sucedan "por sí solos", sino que pueden favorecerse o combatirse) desde el poder. Este Programa para las ciudades ha enumerado 7 subdominios de políticas:
1. Organización y gobernanza
2. Ley y justicia
3. Comunicación y crítica
4. Representación y negociación
5. Seguridad y acuerdo
6. Diálogo y reconciliación
7. Moral y rendición de cuentas

## Posibles indicadores a escala mundial
Hay numerosos indicadores que podrían usarse base para medir la sostenibilidad. Entre ellos pueden citarse:
Indicadores de sostenibilidad medioambiental:
- Potencial de calentamiento global
- Potencial de acidificación
- Potencial de agotamiento del ozono
- Profundidad óptica
- Potencial de eutrofización
- Potencial de ionización de la radiación
- Potencial de ozono fotoquímico
- Tratamiento de residuos
- Utilización del agua
- Utilización de recursos energéticos

Indicadores económicos:
- Producto interno bruto (PIB)
- Balanza comercial
- Ingresos del gobierno local
- Beneficio, valor e impuesto
- Inversión

Indicadores socialesː
- Empleo generado
- Equidad social
- Salud y seguridad
- Educación
- Condiciones de las viviendas
- Cohesión comunitaria
- Bienestar social

Debido al gran número de indicadores que podrían utilizarse para medir la sostenibilidad, se requiere una adecuada valoración. Para organizar el caos y establecer una métrica (recordemosː un conjunto de indicadores), se han definido varios conjuntos donde los indicadores se agrupan por categorías y se define la metodología para utilizarlos en la medición. Se han proporcionado también técnicas de modelización e índices comparativos, así como métodos para convertir las cifras resultantes de las mediciones en términos fáciles de comprender.

### Indicadores de las Naciones Unidas
Las Naciones Unidas han desarrollado numerosas herramientas para medir la sostenibilidad en relación con el desarrollo sostenible, así como un Sistema Integrado de Contabilidad Medioambiental y Económica.

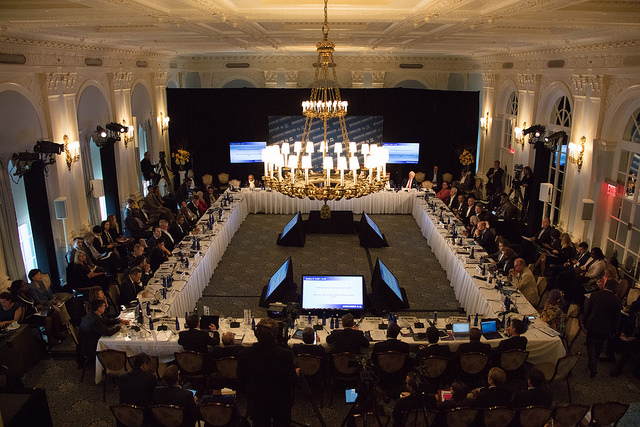
Comisión para el Desarrollo Sostenible de las Naciones Unidas

La Comisión para el Desarrollo Sostenible (CSD por sus siglas en inglés) de la ONU ha publicado una lista de 140 indicadores que cubren aspectos medioambientales, sociales, económicos e institucionales del desarrollo sostenible.

### Comparativas, indicadores, índices y auditorías
En el período 2000-2020 surgió una nutrida caja de herramientas de métodos cuantitativos para evaluar la sostenibilidad —que incluye mediciones de uso de los recursos naturales como el análisis de ciclo de vida, mediciones del consumo como la huella ecológica y mediciones de la calidad de la gobernanza medioambiental como el índice de desempeño ambiental. A continuación se da una lista de herramientas cuantitativas utilizadas por estudiosos de la sostenibilidad. Las diferentes categorías son únicamente por comodidad, ya que definir criterios haría que las herramientas se entremezclaran. Sería demasiado difícil enumerar todos los métodos disponibles en los diferentes niveles de la clasificación, por lo que se dan solamente los que se emplean a nivel global.
- Comparativasː una comparativa (benchmark) es un punto de referencia para una medición. Una vez que se establece una comparativa se pueden evaluar tendencias y progresos. Numerosas líneas base de parámetros de sostenibilidad están disponibles en la lista de estadísticas mundiales de sostenibilidad.

- Índicesː un índice de sostenibilidad es un indicador agregado de sostenibilidad que combina múltiples fuentes de datos. Existe un Grupo consultivo para índices de desarrollo sostenible.[29]

- Calidad del aire
- Índice de desarrollo infantil
- Índice de percepción de corrupción
- Índice de democracia
- Índice de desempeño medioambiental
- Emergía (energía que se ha usado para generar un producto o servicio)
- Índice de educación
- Índice de vulnerabilidad medioambiental
- PIB per cápita
- Coeficiente de Gini
- Índice de paridad de género
- Índice de desarrollo humano relativo al género
- Gender Empowerment Measure
- Índice de potenciación de género
- Índice de progreso real
- Producto interior bruto
- Índice del planeta feliz
- Índice de desarrollo humano
- Índice de prosperidad Legatum
- Índice de bienestar económico sostenible
- Índice de esperanza de vida
- Índicadores de gobernanza sostenible. El índice de estatus ordena 30 países de la OCDE según su desempeño en reformarse sosteniblemente.
- Índice de sociedad sostenible
- Índice SDEWES
- Índice de sostenibilidad de la tecnología vehicular
- Índice de pobreza hídrica

- Indicador clave de rendimiento

Muchos problemas medioambientales tienen su causa en la acción humana sobre los ciclos biogeoquímicos mundiales que son críticos para la vida. En el período 2010-2020 la monitorización de estos ciclos se ha convertido en un objetivo más urgente de la investigación:
- Ciclo del agua
- Ciclo del carbono
- Ciclo del fósforo
- Ciclo del nitrógeno
- Ciclo del azufre
- Ciclo del oxígeno

- Auditorías

Las auditorías e informes sobre sostenibilidad suelen evaluar la sostenibilidad de una compañía, organización, u otra entidad empleando varios indicadores de desempeño. Algunos procedimientos de auditoría habituales a escala mundial son:
- ISO 14000
- ISO 14031
- El Paso Natural
- Contabilidad de triple resultado
- Modelo entrada-salidaː se puede utilizar en cualquier nivel de organización con un presupuesto financiero. Relaciona el impacto medioambiental con el gasto calculando la intensidad de recursos de bienes y servicios.

- Informes

- Iniciativa de Reporte Mundial procedimientos de modelización y monitorización. Muchos de ellos se encuentran en desarrollo.
- Estado del medio ambienteː estos informes proporcionan información medioambiental general y progresivamente están incluyendo más indicadores.
- Sostenibilidad europea

- Contabilidad

Algunos de métodos de contabilidad intentan incluir los costes medioambientales más que tratarlos como externalidadesː
- Contabilidad verde
- Valor sostenible
- Economía de sostenibilidad

#### Análisis de ciclo de vida
A menudo se realiza un análisis de ciclo de vida cuando se quiere evaluar la sostenibilidad de un producto o prototipo. La decisión sobre los materiales es profundamente sopesada según su longevidad, renovabilidad y eficacia. Estos factores aseguran que los investigadores son conscientes de los valores comunitarios que se alinean con impactos positivos en lo medioambiental, lo social y lo económico.

### Métricas de recursos
Parte del proceso de medida de la sostenibilidad puede relacionarse con el uso de recursos naturales a través, por ejemplo, de la contabilidad energética. También puede relacionarse con métricas económicas o sistemas de precios, comparando con el potencial de la economía no de mercado, y así entender mejor el uso de recursos.
Una tarea importante para la teoría de los recursos (economía energética) es desarrollar métodos para optimizar procesos de conversión de los recursos. Estos sistemas son descritos y analizados mediante métodos matemáticos y de las ciencias naturales. Sin embargo los factores humanos han dominado el desarrollo de nuestra perspectiva de la relación entre naturaleza y sociedad desde al menos la Revolución Industrial, y han influido particularmente en cómo describimos y medimos los impactos económicos de cambios en la calidad de los recursos. Una visión más equilibrada de estos asuntos requeriría comprender el marco físico en el que todas las ideas, instituciones y aspiraciones humanas deben operar.

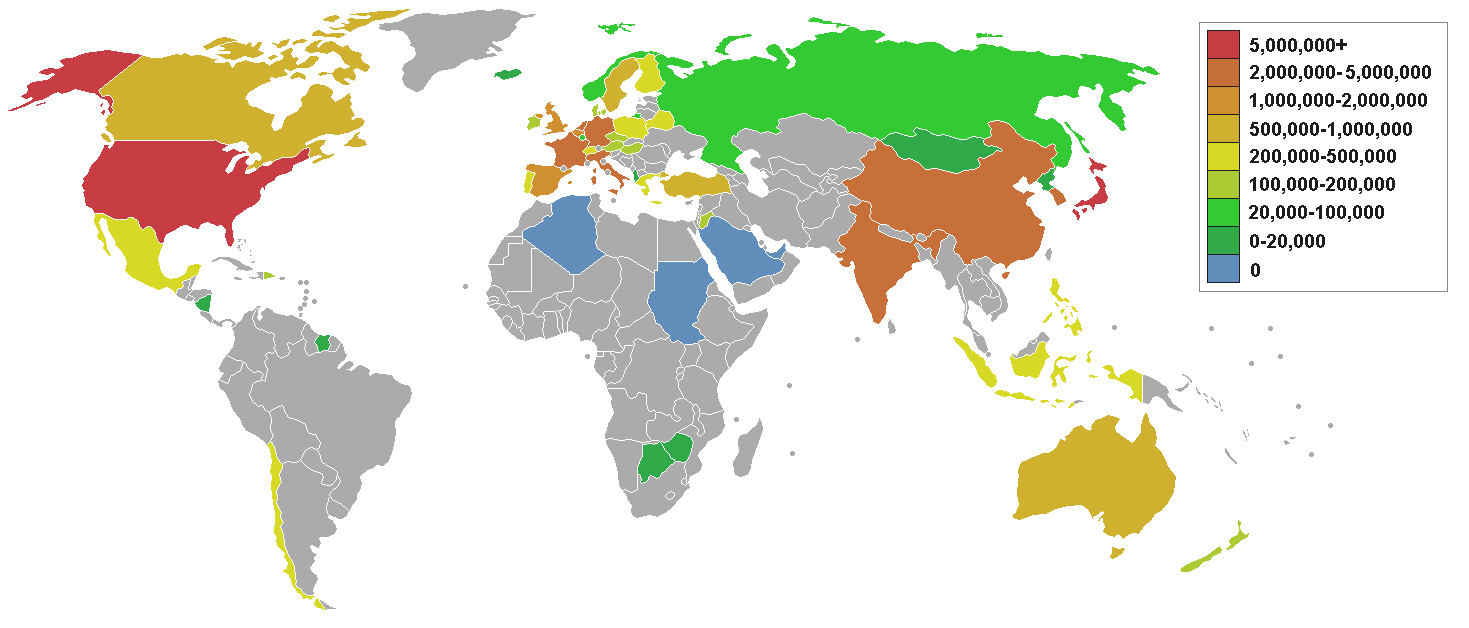
Importaciones de petróleo por país

### Tasa de retorno energético
Cuando comenzó la producción de petróleo a mediados del siglo XIX, los mayores campos petrolíferos recuperaban 50 barriles de petróleo por cada barril utilizado en la extracción, transporte y refinado. Esta proporción se denomina a menudo tasa de retorno energético (EROI o EROEI por sus siglas en inglés). Actualmente solo se recuperan entre uno y 5 barriles de petróleo por cada barril de energía que se invierte en el proceso de recuperación. Cuando la EROEI de un yacimiento petrolífero cae a uno o, equivalentemente, la beneficio de energía netas cae a cero, ese yacimiento se abandona, porque ya no resulta rentable extraer el crudo. Esto pasa mucho tiempo antes de que el recurso se agote físicamente. Es decir, queda petróleo, pero se deja sin extraer porque ya no sale a cuenta.
Es importante entender la distinción entre un barril de petróleo, que es una medida de este líquido, y un barril de equivalente de aceite (BOE por sus siglas en inglés, aunque para medir la energía se usa mucho más la unidad Toneladas Equivalentes de Petróleo, TEP), que es una medida de energía. 
Muchas fuentes de energía, como la nuclear de fisión, la solar, la eólica, y la térmica de carbón, no están sujetas a las mismas restricciones de próximo agotamiento de suministro que el petróleo. Consecuentemente, incluso un yacimiento petrolífero con una EROEI de 0,5 puede ser explotado si la energía requerida procede de una fuente de energía barata. En algunos campos petrolíferos, la disponibilidad de gas natural barato, pero difícil de transportar, ha llevado a utilizarlo como fuente de energía para la recuperación mejorada de petróleo. De modo parecido, enormes cantidades gas natural están utilizándose Athabasca plantas de Arenas del Alquitrán. El gas natural barato también ha llevado a producir combustible de etanol con una EROEI neto inferior a 1, aunque las cifras sobre esta cuestión son polémicas porque los métodos para medir la EROEI resultan controvertidos.

### Modelos económicos basados en el crecimiento
Si hasta ahora el crecimiento económico estaba impulsado por el incremento del consumo de petróleo, tras el pico petrolero, las sociedades tendrán que adaptarse. M. King Hubbert creyó: «Nuestras principales limitaciones son culturales. Durante los últimos d2 siglos no hemos conocido otra cosa que el crecimiento exponencial, y en paralelo hemos evolucionado hacia lo que equivale a una cultura del crecimiento exponencial, una cultura tan severamente dependiente de la continuidad del crecimiento exponencial para su estabilidad que es incapaz de lidiar con los problemas de la falta de crecimiento».
 
Algunos economistas describen el problema como crecimiento antieconómico o una economía falsa. Desde una perspectiva política, Fred Ikle ha advertido sobre los «conservadores adictos a la utopía del perpetuo crecimiento». Breves interrupciones del suministro de petróleo en 1973 y 1979 retrasaron marcadamente –pero no detuvieron– el crecimiento del PIB mundial. En todo caso esta es una visión obsoleta que no tiene en cuenta el fuerte abaratamiento y extensión de las energías renovables en el período 2010-2020, que ha continuado posteriormente.
Entre 1950 y 1984, cuando la Revolución verde transformó la agricultura en todo el mundo, la producción de grano mundial aumentó el 250 %. La energía para la Revolución Verde fue proporcionada por los combustibles fósiles en la forma de fertilizantes (gas natural), plaguicidas (petróleo) y riego alimentado por hidrocarburos.
David Pimentel, profesor de ecología y agricultura en la Universidad Cornell, y Mario Giampietro, investigador sénior en el Instituto Nacional de Investigación sobre Alimentación y Nutrición (INRAN por sus siglas en inglés), en su estudio Comida, tierra, población y la economía de EE. UU., cifran la población máxima de este país para una economía sostenible en 200 millones. Para conseguir una economía sostenible, la población mundial debería reducirse en 2 tercios, dice el estudio. Sin reducción de población, este estudio pronostica un principio de crisis agrícola en 2020, que alcanzaría su cenit hacia 2050. El peaking de aceite global, junto con la disminución regional de producción de gas natural, puede adelantar esta crisis. Dale Allen Pfeiffer reclama que las décadas posteriores a 2007 podrían ver los precios alimentarios desbocarse sin remisión y una inanición masiva en el mundo como nunca antes.

### Los picos de Hubbert

Gráfico de la producción de petróleo que muestra el pico de Hubbert

Hay abierto un debate activo sobre el uso del indicador de sostenibilidad más adecuado (si realmente hay solo uno, porque podrían ser varios) y sobre la adopción de un enfoque termodinámico de la sostenibilidad a través de los conceptos de "exergía" y de picos de Hubbert. ¿Es posible incorporarlo todo a una sola medida de agotamiento de los recursos? El análisis exergético de minerales podría constituir una herramienta universal y transparente para la gestión de los recursos naturales.
La teoría del pico de Hubbert puede utilizarse para medir la sostenibilidad y el agotamiento de recursos naturales no renovables. Puede también emplearse como referencia para muchos indicadores sobre recursos no renovables como:
1. Suministros estancados
2. Aumento de precios
3. Picos de producción en cada país
4. Descubrimientos decrecientes
5. Hallazgo de yacimientos y costes de explotación
6. Capacidad sobrante
7. Capacidades de exportación de los países producir
8. Inercia del sistema y agenda
9. Relación reservas/producción
10. Historia pasada de agotamiento y optimismo

Aunque la teoría del pico de Hubbert se ha aplicado habitualmente a la producción de petróleo, también puede emplearse con otros recursos naturales.

### Gas natural
Doug Reynolds pronosticó en 2005 que el pico gasista norteamericano ocurriría en 2007. Bentley (p. 189) pronosticó una «disminución mundial de la producción gasista convencional desde aproximadamente 2020». Es importante tener en cuenta que la evolución de la producción mundial de un recurso no solo depende de la menor o mayor dificultad de su extracción, sino también de su demanda (que puede bajar en las crisis económicas), de su precio, de la lucha contra el cambio climático y de la evolución tecnológica.

### Carbón
Si se emplean únicamente criterios de reservas y producción, el pico de la producción de carbón está significativamente más lejos en el futuro que el pico petrolero, pero puede observarse el ejemplo en EE. UU. de la antracita, un carbón de alto grado cuya producción alcanzó su pico en el período 1920-1930. La antracita fue estudiada por Hubbert, y su curva de producción coincide estrechamente con la curva de Hubbert. La producción de carbón de Pensilvania también coincide estrechamente con esta curva, pero esto no significa que el carbón en Pensilvania está agotado —la realidad es muy distinta. Si la producción en Pensilvania volviera a su máximo, habría reservas para 190 años. Hubbert calculó las reservas de carbón recuperable en todo el mundo en 2500 × 109 toneladas métricas, y el pico alrededor del año 2150 (dependiendo del consumo). Pero si la lucha contra el cambio climático consigue su propósito de eliminar los combustibles fósiles en 2050, este pico de producción podría llegar mucho antes.
Estimaciones más recientes sugieren una cumbre más temprana. Carbón: recursos y producción futura (PDF 630KB ), publicado el 5 de abril de 2007 por el Grupo de vigilancia de la energía (EWG por sus siglas en inglés), que informa al Parlamento alemán, afirma que la producción mundial de carbón alcanzar su pico tan solo en 2032. Detallando esto, Richard Heinberg también explica que el pico de producción energética a partir del carbón probablemente llegará antes que el pico de toneladas de carbón producidas, porque los carbones de alta densidad energética (por ejemplo la antracita) han sido minados más extensamente.
Un segundo estudio, El futuro del carbón, de B. Kavalov Y S. D. Peteves, del Instituto para la Energía y el Transporte (IFET por sus siglas en inglés), preparado para el Centro Común de Investigación de la Comisión Europea, llega a conclusiones similares y afirma que «el carbón podría no ser tan abundante, tan ampliamente disponible y tan fiable como para constituir una fuente de energía en el futuro».
El trabajo de David Rutledge, del Caltech, pronostica que la producción mundial de carbón asciende solo a aproximadamente 450 gigatonnes. Esto implica que el carbón se está agotando más rápido de lo que se suponía.
Adicionalmente, como el aceite de cumbre y el gasista se prevé que ocurran en un período que va desde ya mismo hasta dentro de unas pocas décadas como máximo, cualquier aumento de la producción de carbón para compensar disminuciones en el suministro de petróleo o de gas, necesariamente se traduciría en que el pico del carbón se alcanzaría antes.

### Materiales fisionables
En un artículo de 1956, tras una revisión de las reservas fisionables de EE. UU., Hubbert escribe sobre la energía nuclear: «Está la promesa, sin embargo, de que si la humanidad puede resolver sus problemas internacionales y no destruirse a sí misma con armas nucleares, y si la población mundial (que ahora crece a un ritmo que la hará doblarse en menos de un siglo) puede controlarse de alguna manera, de que al final hayamos encontrado una fuente de energía que satisfaga nuestras necesidades durante al menos los próximos siglos del "futuro previsible"».
 
Roscoe Bartlett sostiene que tecnologías como el ciclo de combustible del torio, el reprocesamiento nuclear o el reactor reproductor pueden, en teoría, ampliar considerablemente la duración de las reservas de uranioː «Nuestro despilfarrador ciclo nuclear agotará las reservas de uranio de bajo coste en alrededor de 20 años». 
 
El profesor de Física del Caltech David Goodstein afirmóː «...tendrías que construir 10 000 de las mayores centrales nucleares que actualmente hace posibles la ingeniería para reemplazar los 10 teravatios de combustibles fósiles que estamos quemando hoy... es una cantidad apabullante, y si lo hicieras, las reservas conocidas de uranio durarían de 10 a 20 años a ese ritmo de consumo. Así que, como mucho, la energía nuclear es una tecnología puente. Puedes usar el resto del uranio para producir plutonio 239. Entonces tendríamos 100 veces más combustible. Pero eso significaría que estás fabricando plutonio, lo que es una cosa extremadamente peligrosa en este mundo peligroso en el que vivimos».

### Metales
Hubbert aplicó su teoría a las «rocas que contienen una concentración anormalmente alta de un metal dado» y razonó que los picos de producción de metales como cobre, estaño, plomo, zinc y otros se darían en décadas, mientras que el pico del hierro ocurriría en unos 2 siglos, como el del carbón. El precio del cobre aumentó el 500 % entre 2003 y 2007, lo que algunos atribuyeron a que se hubiera alcanzado su pico de producción. Luego este precio cayó, junto con el de muchos otros de recursos naturales y de acciones bursátiles, cuando la demanda se redujo por miedo a una Gran Recesión. La disponibilidad de litio es una preocupación para una flota de coches que utilizan batería de ion de litio, pero un artículo de 1996 estimaba que las reservas mundiales eran adecuadas para al menos 50 años. Una predicción similar sobre el platino para células de combustible destacaba que este metal podía reciclarse fácilmente.

### Fósforo
Los suministros de fósforo son esenciales para la agricultura y se prevé que el agotamiento de las reservas se produzca entre 2067 y 2137. Los suministros de países individuales varían ampliamenteː sin una iniciativa de reciclaje, se estima que el suministro de América dure solo hasta 2036. Los suministros de fósforo afectan a la producción agrícola total, lo que a su vez limita combustibles alternativos como biodiésel y etanol.

### Pico del agua
El análisis original de Hubbert no se aplicaba a recursos renovables. Sin embargo, la sobreexplotación de algunos recursos teóricamente renovables a menudo resulta en un pico de Hubbert. Una curva de Hubbert modificada se aplica a cualquier recurso que es extraído por el hombre más rápidamente de lo que es reemplazado por la naturaleza.
Por ejemplo, una reserva como el acuífero Ogallala puede ser explotada a un ritmo que supera de lejos su reposición natural. Esto convierte a la mayoría de los lagos y aguas subterráneas en recursos finitos, con posibles picos de extracción similares al del petróleo. El debate sobre el uso del agua normalmente se centra en el uso agrícola y residencial, pero las centrales eléctricas (nucleares, de gas o de carbón) también necesitan mucha agua (para refrigeración), como asimismo ocurre con la extracción de petróleo de las arenas bituminosas. El término "agua fósil" se utiliza a veces para describir acuíferos que no se recargan.

### Recursos renovables
- Pesquerías: al menos un investigador ha intentado la linearización de Hubbert (o curva de Hubbert) en la industria ballenera, así como graficar el precio transparentemente dependiente del caviar contra el agotamiento del esturión.[74] Otro ejemplo es el bacalao (Gadus morhua) del Mar del Norte.[75] La comparación de las pesquerías con la extracción mineral nos dice que la presión humana hace que una amplia gama de recursos pase por ciclos de agotamiento que siguen una curva de Hubbert.

## Lagunas en la medición de la sostenibilidad
Los indicadores de sostenibilidad están cambiando y evolucionando. Entre las lagunas que actualmente se advierten pueden citarseː
- Indicadores mundiales- Debido a las diferencias sociales, económicas y medioambientales, cada país tiene sus propios indicadores para medir la sostenibilidad, los cuales pueden llevar a una interpretación impropia y variable a escala mundial. Tendría que haber indicadores comunes y los diferentes países deberían medir los mismos parámetros, lo que permitiría comparaciones entre países.[76][77] En agricultura ya se usan indicadores comparables. Los estudios sobre café y cacao en 12 países que utilizan indicadores comunes se encuentran entre los primeros que informan de hallazgos resultantes de comparar países.
- Formulación de políticas- Después de que se definen los indicadores y se analizan los valores medidos, se pueden poner en marcha políticas (por ejemplo limitación de extracción de acuíferos sobreexplotados) tales que, en la siguiente medición, se haya mejorado la sostenibilidad. Los indicadores deben medirse de forma periódica. Algunos incluso permanentemente, para dar un valor medio.[78][79]
- Desarrollo de indicadores individuales- Se pueden desarrollar indicadores basados en valor para medir los esfuerzos de cada ser humano como parte del ecosistema. Esto puede afectar a la formulación de políticas, porque una política solo es eficaz si la gente la sigue.[76]
- Recogida de datos- Si para recoger los datos se sigue una metodología inapropiada, las mediciones pueden estar desfasadas o ser inexactas. La toma de datos debe hacerse mediante un sistema arraigado en la comunidad (en vez de, por ejemplo, estudiosos que viajen a determinado sitio, tomen allí datos y luego se vayan a otro), con una normativa apropiada. Debe configurarse una jerarquía de recogida de datos que arranque de zonas locales, suba al nivel nacional y finalmente contribuya a las mediciones mundiales. Para que los datos recogidos sean fáciles de entender, y se interpreten correctamente, pueden presentarse a través de gráficos.[80][78][76]
- Integración de disciplinas académicas- La sostenibilidad implica a la totalidad del ecosistema, por lo que se pretende que el planteamiento de medirla sea holístico. Con esta finalidad, la medición pretende incorporar datos y conocimientos de todos los campos académicos. Se intenta además que estas disciplinas e indicaciones estén alineadas con las acciones sociales.[76][78][77][79][80]